# Diaea xanthogaster
Diaea xanthogaster là một loài nhện trong họ Thomisidae.
Loài này thuộc chi Diaea. Diaea xanthogaster được Ludwig Carl Christian Koch miêu tả năm 1875.